# Hayden (Alabama)
Pour les articles homonymes, voir Hayden.
Hayden est une ville du comté de Blount, en Alabama, aux États-Unis,. Elle est située entre Huntsville et Birmingham.
Les premiers pionniers sont probablement arrivés dans la région au début des années 1820. La ville est initialement appelée Rockland. Elle est rebaptisée Hayden en 1914, en l'honneur d'un migrant qui était un ancien de l'armée lorsque le Louisville and Nashville Railroad est arrivé dans la ville. Hayden est incorporée en mai 1949. 

## Démographie
| 1950 | 1960 | 1970 | 1980 | 1990 | 2000 | 2010 | - |
| ---- | ---- | ---- | ---- | ---- | ---- | ---- | - |
| 203  | 187  | 195  | 268  | 385  | 470  | 444  | - |

## Source de la traduction
- (en) Cet article est partiellement ou en totalité issu de l’article de Wikipédia en anglais intitulé « Hayden, Alabama » (voir la liste des auteurs).